# Schülerrechenzentrum Dresden
Das Schülerrechenzentrum Dresden (SRZ)  ist eine Einrichtung für die außerunterrichtliche Bildung und Begabtenförderung von Schülern in den Bereichen Informatik und Elektronik. Das SRZ ist eine Betriebseinheit der Fakultät Informatik der Technischen Universität Dresden und befindet sich im Gymnasium Bürgerwiese in Dresden in der Nähe des Großen Gartens. Die 1984 entstandene Einrichtung vermittelt in jedem Jahr über ein Kurssystem Kenntnisse in der Softwareentwicklung/Programmierung und der Anwendung von modernen elektronischen Bauelementen. Darüber hinaus werden Einblicke in aktuelle Entwicklungen in der Informatikbranche gegeben.

## Geschichte

### Die Entstehung des SRZ
Bevor es zur Gründung des Schülerrechenzentrums kam, entstand 1982 das Technische Kabinett für Mikroelektronik (TKME) auf Grundlage eines Beschlusses der SED-Stadtleitung. Dies gehörte zu den Vorbereitungsmaßnahmen für das VII. Pioniertreffen. Der Ort für das neue Kabinett befand sich in einem Seitenflügel der 10. POS Tamara Bunke auf der Johann-Wolfgang-von-Goethe-Straße 1, heute Gret-Palucca-Straße. Am 1. Mai 1982 wurde das TKME durch den ersten Sekretär der SED-Stadtleitung eröffnet. Das Technische Kabinett für Mikroelektronik war der Vorläufer des Schülerrechenzentrums.
Am 4. Februar 1983 wurde das Jugendobjekt Schülerrechenzentrum – Robotron durch die Dresdner SED-Bezirksleitung gegründet. Als eine außerschulische Einrichtung der Abteilung Volksbildung sollte das Schülerrechenzentrum ausgewählten Schülern aus Dresden eine Förderung auf den Gebieten der Mikroelektronik und Informatik gewähren. In den Aufbau dieser Bildungseinrichtung waren viele verschiedene Institutionen eingebunden:
- Rat des Bezirkes Dresden
- Kombinat Robotron
- Institut für Polytechnische Bildung der Akademie der Wissenschaften
- Bezirksleitung der FDJ
- Rat der Stadt Dresden
- Pionierpalast Dresden
- wissenschaftliche Einrichtungen der Stadt Dresden, wie die Technische Universität, die Pädagogische Hochschule und die Ingenieurhochschule

Für das Schülerrechenzentrum wurden im Sommer 1983 zwei Räume neben dem Technische Kabinett für Mikroelektronik eingerichtet. Technik wurde durch die Robotron-Kombinatsbetriebe VEB Robotron-Bürotechnik Dresden, VEB Robotron-Meßelektronik und VEB Robotron-Elektronik bereitgestellt. Diese Betriebe gründeten dann unter Leitung des VEB Robotron-Bürotechnik Dresden am 17. Januar 1984 ein Konsortium, das die Schwerpunkte für die Arbeit am SRZ festlegte.
Die erste technische Ausstattung bestand aus:
- 16 Taschenrechnern MR609
- fünf Tischrechnern Robotron K 1003
- fünf Polycomputern 880
- einem Bildschirmcomputer
- einem Industrieroboter PHM 1.

Durch das Kombinat Robotron konnte diese gewartet und stetig erneuert werden. So kamen Ende 1984 die ersten Kleincomputer Z 9001 in das Schülerrechenzentrum.
Bevor es zur offiziellen Eröffnung des Schülerrechenzentrums kam, wurde im Schuljahr 1983/84 ein Probebetrieb mit etwa 50 Schülern durchgeführt. Die ersten Arbeitsgemeinschaften beschäftigen sich dabei mit dem Kennenlernen von Elektronikbauelementen und Grundschaltungen.
Am 15. Oktober 1984 fand nach einjähriger Probezeit die Eröffnung des Schülerrechenzentrums statt. An dieser Veranstaltung nahmen unter anderem Hans Modrow, Mitglieder des Rates des Bezirkes Dresden und Dr. Dieter Walter, damaliger stellvertretender Generaldirektor des Kombinats Robotron, teil. Im Zuge der Feierlichkeit begutachteten die Gäste die Arbeitsräume und informierten sich über den Wissensstand der Schüler.
Im Oktober 1987 kam es zu einer Sitzung des Gesellschaftlichen Rates (ein besonderes Beratungsgremium neben dem Konsortium). Hier wurden Probleme diskutiert, wie man Schüler für das SRZ begeistern könnte und einen besseren Bekanntheitsgrad erreicht. Zur Lösung wurden Handblätter und Pressemitteilungen über die Einrichtung erarbeitet. Das SRZ verfügte in dieser Zeit über
- fünf Mitarbeiter,
- 18 Arbeitsgemeinschaften,
- drei Theoriekurse,
- und 233 Schüler.

Am 17. November 1988 feierte das SRZ seinen fünften Geburtstag im Festsaal des Dresdner Rathauses.

### 90er Jahre
Im September 1989 begann sich das Schülerrechenzentrum vom Pionierpalast Dresden abzutrennen. Im Zuge dessen beschloss der Gesellschaftliche Rat am 24. Oktober 1989, dass das SRZ dem Rat der Stadt Dresden zugeordnet wird. Dennoch konnte die komplette Abtrennung vom Pionierpalast erst im Januar 1990 erfolgen, da zuvor die Mitarbeiter noch dieser Einrichtung und deren Hausordnung unterstanden.
Im Schuljahr 1993/94 konnte das Schülerrechenzentrum dank großer Anerkennung in Dresden den ersten Dresdner Informatikwettbewerb veranstalten. Dieser sollte neben einer Vergleichsmöglichkeit von SRZ-Schülern und anderen Schülern die Neugier für die Informatik wecken. Aufgrund des großen Interesses wurde schon der dritte Wettbewerb sachsenweit ausgetragen und findet seitdem jährlich als Sächsischer Informatikwettbewerb statt. Es beteiligen sich jedes Jahr ca. 7000 Schüler aus ganz Sachsen daran.
Bis zum Sommer 1994 standen dem SRZ in der 10. Mittelschule der nördliche Teil des 2. Stockwerk und Teile des Seitenflügels der Einrichtung zur Verfügung. Aufgrund von Problemen mit den Eigentumsverhältnissen musste das SRZ die Räume im Seitenflügel aufgeben. Das SRZ erhielt seine Unterkunft im Hauptgebäude, in drei Computerkabinetten, einem Elektronikraum und zwei Büroräumen.

### Die drohende Schließung
Ende der 90er Jahre stand das Schülerrechenzentrum kurz vor der Schließung, weil das Haushaltsgeld für das Jahr 1999 gestrichen wurde. Es war sogar schon eine Vorlage vom Schulverwaltungsamt erarbeitet wurden, die die Weiterführung des SRZ in der Jugendvolkshochschule vorsah. Durch die Initiative des Fördervereins des Schülerrechenzentrums konnte im Mai 2000 jedoch die Technische Universität Dresden als Träger gewonnen werden. Mithilfe dieser Trägerschaft konnte eine bessere Anbindung an wissenschaftliche Prozesse geschaffen werden, da man mit den Fakultäten der TU Dresden zusammenarbeitete.
Im Laufe der Umstrukturierungen entschloss sich Infineon Technology Dresden die Technik des Schülerrechenzentrums zu erneuern. Im Gesamtwert von 150.000 DM wurden so zwei Computerkabinette komplett neu ausgestattet, Multimedia-Technik angeschafft und das Elektroniklabor modernisiert. Am 1. Februar 2001 fand die feierliche Wiedereröffnung im SRZ statt. Mit 140 Schüleranmeldungen konnte der Betrieb im Schuljahr 2001/02 fortgesetzt werden.

### Das SRZ bis heute

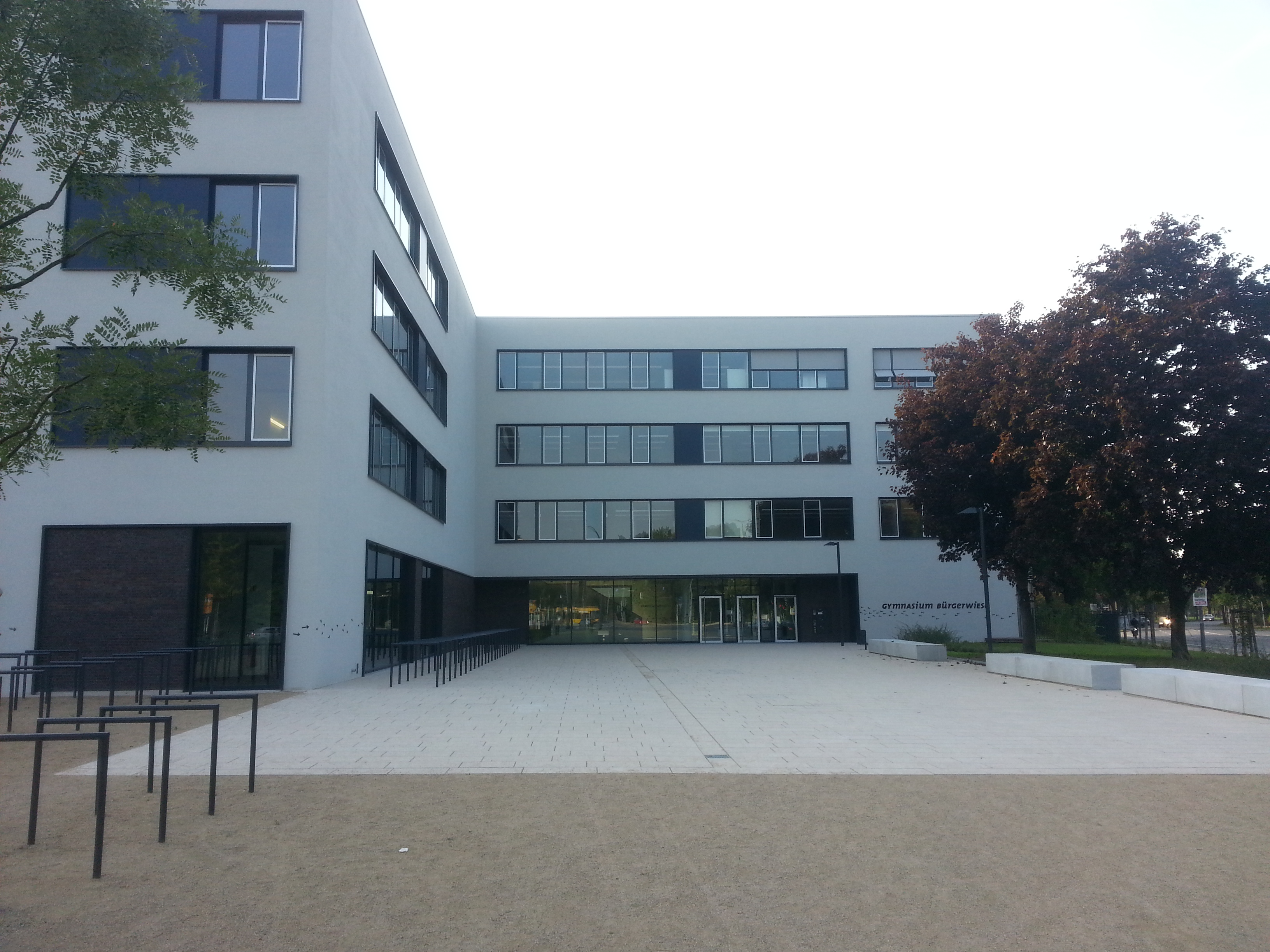
Neues Haus des Gymnasiums Bürgerwiese und Unterkunft des SRZ

Nach der abgewendeten Schließung des Schülerrechenzentrums konnte sich die Einrichtung auf ihren Bildungsauftrag konzentrieren und am 15. Dezember 2004 das 20-jährige Bestehen feiern. Dazu fand im Rektorat der TU Dresden eine Jubiläumsveranstaltung statt. Mit Sach- und Geldspenden zeigten Firmen wie IBM, AMD und Infineon Technologies ihr Interesse am SRZ.
In den folgenden Jahren wurde das Kursangebot des Schülerrechenzentrums durch Angebote wie Halbjahreskurse, schulübergreifende Grundkurse und Vorbereitungskurse erweitert bzw. vertieft.
Am Ende Schuljahr 2006/07 zog die 10. Sportmittelschule aus dem Gebäude an der Gret-Palucca-Straße aus. In den darauffolgenden Jahren wechselten die Bewohner des Schulhauses. Zuerst richtete sich die private Ganztagsschule des IBB Dresden im Erdgeschoss ein. Im nächsten Jahr zog das neugegründete Gymnasium Bürgerwiese ein. Seit dem Schuljahr 2009/10 war das Schülerrechenzentrum dann allein mit dem Gymnasium im Haus und konnte am 8. Dezember 2009 im Fritz-Löffler-Saal des Kulturrathauses Dresden sein 25-jähriges Jubiläum feiern. Seit der Eröffnung hatten über 2500 Schüler eine Weiterbildung an dieser Institution erhalten.
Am Ende des Schuljahrs 2013/14 konnte das Schülerrechenzentrum das alte Schulgebäude an der Gret-Palucca-Straße verlassen und zog mit dem Gymnasium Bürgerwiese in das neu errichtete Haus an der Parkstraße in Dresden.

## Pädagogische Arbeit

### Ziel
Das Schülerrechenzentrum hat sich auf die Förderung von technikbegeisterten und begabten Schülern in den Bereichen der Informatik und Elektronik spezialisiert. Dabei soll die außerunterrichtliche Bildung in diesen Disziplinen das Wissen vertiefen und erweitern. Außerdem sollen Arbeitsmethoden im Umgang mit diesen Themen erlernt und gefestigt werden. So werden den Schülern Grundlagen für Studium und Beruf vermittelt.

### Inhalte und Kurssystem
Um eine vertiefte Ausbildung in Informatik und Elektronik zu erhalten, wurde ein Kurssystem entwickelt, das die Themen der Softwareentwicklung/Programmierung in der Informatikausbildung und der Funktion und Anwendung moderner elektronischer Bauelemente in der Elektronikausbildung beinhaltet. Weiterhin wird auf aktuelle Entwicklungen in der Branche reagiert. Damit gehen die Themen meist über den Inhalt des Lehrplans hinaus. Das Kurssystem besteht aus mehreren Kursarten die der Schüler belegen kann:
- Jahreskurse (Informatik 1–4, Elektronik 1–3)
- Sonder- und Spezialkurse
- Vorbereitungskurse[2]

So kann der Schüler bei der Wahl seiner Kurse über mehrere Jahre entweder sein Wissen in einem Gebiet vertiefen oder einen Überblick über verschiedene Themen erhalten. Der erfolgreiche Abschluss eines Kurses wird mit einem Zeugnis bestätigt.

#### Jahreskurs
Die Jahreskurse in Informatik und Elektronik bilden den Kern der Ausbildung am SRZ. Hier werden in den Kursen Informatik 1 und Elektronik 1 Basiskenntnisse vermittelt. Im Anschluss daran besteht die Möglichkeit Aufbaukurse zu besuchen. Die Kurse bestehen aus einem Theorieteil mit einer Stunde pro Woche und einer Arbeitsgemeinschaft mit zwei Stunden pro Woche.
Es ist, bei ausreichender Qualifikation, auch möglich, in einen Aufbaukurs zu kommen. Die Eignung wird bei einem Einstufungstest bei der Anmeldung überprüft. Ein Schüler wird ggf. in einen Aufbaukurs eingeordnet.
Jahreskursangebot 2014/15:
| Kurs | Informatik | Elektronik      |
| ---- | --- | --------------- |
| 1    | Grundlagen der Programmierung                                                                                                | Analogtechnik   |
| 2    | Web-Programmierung | Digitaltechnik  |
| 3    | Algorithmen und Datenstrukturen                                                                                              | Mikrocontroller |
| 4    | Programmierparadigmen |                 |
| 5    | Algorithmen und Datenstrukturen Modul der TU Dresden mit anschließender Prüfung gemeinsam mit den Studenten (Halbjahreskurs) |                 |

#### Sonder- & Spezialkurs
Durch das Angebot von Sonder- und Spezialkursen erhalten die Schüler einen Überblick über verschiedene Themen und erhalten Einblicke in aktuelle Entwicklungen. Beide Kursarten greifen dabei auf besondere Inhalte zurück. Während die Spezialkurse anspruchsvoll und für ausgewählte Schüler sind, zielen die Sonderkurse darauf ab, von allen interessierten Schülern wahrgenommen zu werden. Im Schuljahr 2014/15 bot das Schülerrechenzentrum die

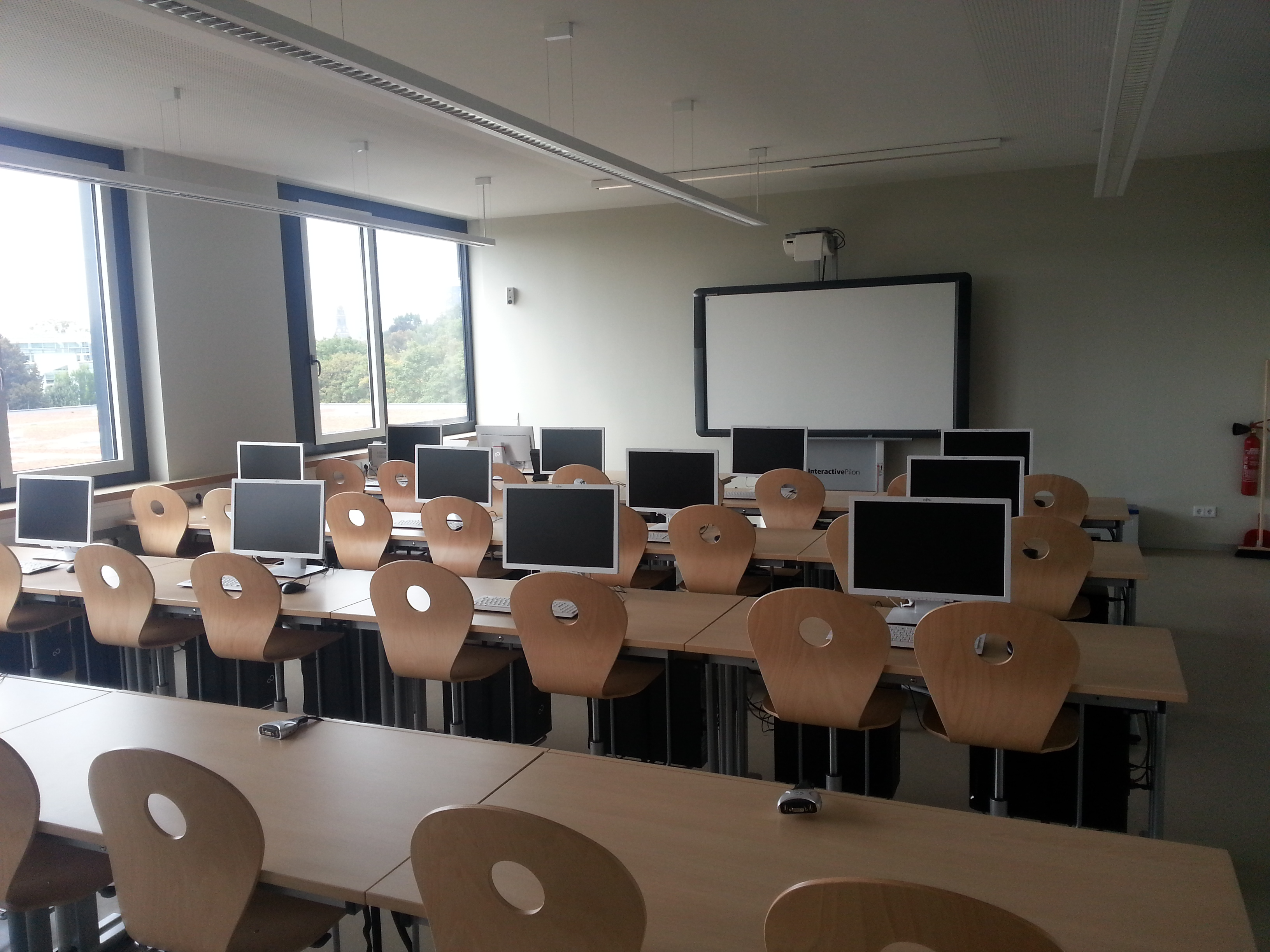
Kursraum SRZ im neuen Gymnasium Bürgerwiese

- Sonderkurse
  - 3D-Modellierung,
  - C++,
  - Robotersteuerung,
  - Visuelles Gestalten,
- Spezialkurse
  - Android,
  - GPU-Programmierung,
  - Quizduell,
  - und iOS-Programmierung

an.

#### Vorbereitungskurs
Die im Schuljahr 2007/08 erstmals angebotene Kursart des Vorbereitungskurses dient dazu jüngeren informatikbegeisterten Schülern einen Einblick in die Informatik, Elektronik, Robotersteuerung und Programmierung zu ermöglichen. Diese werden mit zwei Stunden pro Woche über ein halbes Jahr angeboten.

### Projektarbeiten
Ein weiterer Bestandteil jedes Kurses am Schülerrechenzentrum (außer im Vorbereitungskurs) ist eine Projektarbeit.

#### Jahresarbeiten am Schülerrechenzentrum
An dieser arbeitet der Schüler entweder allein oder in der Gruppe an einem selbstgewählten Thema. Neben der Dokumentation und dem Führen eines Pflichtenheftes werden die Projekte im Rahmen eines Vortrages durch die Schüler verteidigt.
Zusätzlich wurde im Schuljahr 2007/08 erstmals ein Sonderpreis für die beste Jahresarbeit am SRZ verliehen. Diese Auszeichnung findet nun jedes Jahr am Tag der offenen Tür statt. Dazu werden Vertreter aus der Wirtschaft eingeladen und küren die besten Jahresarbeiten mit dem SRZ-Preis.

#### Firmenprojekte
Seit dem Schuljahr 2009/10 ist es Schülern des SRZ möglich mit in Dresden stationierten IT-Unternehmen ein Projekt zu erstellen. Dazu findet jährlich in der zweiten Woche nach den Herbstferien der sog. Firmentag an der Einrichtung statt. Unternehmen präsentieren dabei ihre Ideen und Schüler bewerben sich danach im persönlichen Gespräch für dieses Projekt. Ähnlich wie die Jahresarbeiten beinhalten diese ein Pflichtenheft, eine Dokumentation und eine Verteidigung. Sie bieten den Schülern jedoch den Anreiz etwas Besonderes von bleibendem Wert geschaffen zu haben.

### Schulübergreifender Grundkurs Informatik
Seit dem Schuljahr 2005/06 haben die Schüler in Klassenstufe 11 und 12 die Möglichkeit den Besuch von Kursen am SRZ in der Schule als Grundkurs oder Wahlgrundkurs Informatik anrechnen zu lassen. Für die Anerkennung sind dabei die Aufbaukurse Informatik 3 und 4 vorgesehen. Das bedeutet jedoch, dass der Schüler entweder für die Teilnahme erfolgreich den Kurs Informatik 2 abgeschlossen haben muss oder ähnliche Fertigkeiten durch einen Aufnahmetest nachweisen kann.

### Teilnahme am Programm des Juniordoktor
Im Schuljahr 2008/09 nahm das SRZ Dresden das erste Mal am Programm des Juniordoktors teil. Ab diesem Zeitpunkt führte das Schülerrechenzentrum jedes Jahr (außer 2010/11 und 2011/12) im Rahmen des Programms drei bis zwölf Workshops durch, die verschiedene Bereiche der Informatik und Elektronik behandelten, zum Beispiel zum Thema Kryptographie.
Der Dresdner Juniordoktor ist ein Programm, bei dem Schüler verschiedene wissenschaftliche Einrichtungen besuchen und dabei Aufgaben lösen. Sie können dabei den Titel Juniordoktor erlangen.

## SRZ in der Öffentlichkeit

### Der Förderverein
Der Förderverein Schülerrechenzentrum Dresden e.V. wurde am 12. April 1994 gegründet. Als Mitglied des Landesverbands sächsischer Jugendbildungswerke e.V. unterstützt dieser mit Schülern, deren Eltern und Freunden des SRZ die Entwicklungen an der Einrichtung. Die Aufgaben des Fördervereins gliedern sich in drei Punkte:
- Sammeln von Spenden und Fördermitteln
- Unterstützung der Öffentlichkeitsarbeit
- Aufrechterhaltung und Herstellung von Kontakten mit Firmen und wissenschaftlichen Einrichtungen für Zusammenarbeit am SRZ

### Auftritte des SRZ
Das SRZ zeigt sich auf vielen verschiedenen Veranstaltungen und macht so auf sich aufmerksam. Von der Einrichtung selbst wird jedes Jahr im Juli der Tag der offenen Tür veranstaltet, bei dem die Besucher die Arbeit am Schülerrechenzentrum begutachten können. Weiterhin präsentiert sich das SRZ einmal im Jahr auf der Fachmesse KarriereStart durch einen eigenen Stand und Podiumsdiskussionen. Außerdem ist das Schülerrechenzentrum bei Veranstaltungen der Technischen Universität Dresden wie dem Uni-Tag, dem Schulinformatiktag oder der Projektschau OUTPUT anwesend. Letztere Veranstaltung dient seit drei Jahren der Zeugnisausgabe an die SRZ-Schüler.

### Sponsoren
Das Schülerrechenzentrum Dresden wird durch viele Sponsoren unterstützt. So können Schüler stets mit modernster Technik arbeiten. Viele dieser Firmen beteiligen sich aktiv im Schülerrechenzentrum durch das Anbieten von Firmenprojekten.

#### Hauptsponsoren
- Communardo Software GmbH
- Freistaat Sachsen
- Globalfoundries Management Services Limited Liability Company & Co. KG
- International Business Machines Corporation (IBM)
- interface:systems
- Stadt Dresden
- SAP Deutschland AG & Co.KG
- Saxonia Systems AG
- Technische Universität Dresden

#### Weitere Sponsoren
- Infineon Technologies AG
- intecsoft GmbH & Co.KG
- iSAX GmbH & Co. KG
- Robotron Datenbank-Software GmbH
- SQL Projekt AG
- SHD System-Haus-Dresden GmbH
- T-Systems
- ThyssenKrupp AG
- VDE Verband der Elektrotechnik, Elektronik und Informationstechnik e.V.

#### Partner
- Dresden Informatik GmbH
- Drewag Stadtwerke Dresden GmbH
- ITsax.de
- Silicon Saxony e.V.
- TraceTronic GmbH
- Trans4mation IT GmbH